# 道因
道因（日语：／ Dōin */?，1090年—1182年）是日本平安時代後期貴族和歌人，本名藤原敦賴（日语：／ Fujiwara no Atsuyori */?），官位是從五位上右馬助，藤原北家勸修寺流出身，釋教三十六歌仙和《百人一首》歌人之一，有約40首作品收錄於敕撰和歌集。

## 生平
按《古今著聞集》版本暮春白河尚齒會和歌的記載，敦賴當時84歲，《群書類從》版本則是83歲，由於此歌會在承安2年3月19日（1172年4月13日）舉行，因此可以計算出他生於寬治3年或4年（1089年或1090年），而各文獻則記載為生於寬治4年（1090年），卒年方面《和歌大辭典》記載為治承3年（1179年）之後，《和歌文學大辭典》記載為同年10月之後，另一方面《日本人名大辭典》、《日本古典文學大辭典》和《國史大辭典》則記載是壽永元年（1182年）為止。此外，按《尊卑分脈》記載，他是正三位大宰大貳藤原惟憲的子孫，其父是治部少丞藤原清孝。保延5年4月25日（1139年5月24日），按《古事談》和《續本朝通鑑》記載，他在賀茂祭結束後護送齋院怡子內親王回去後，在歸家時遭到素有宿怨的數十名馬部的奴隸襲擊，身上衣服都被搶走，赤裸的敦賴逃進附近的房屋，其中有數名奴隸還打算搶奪他家的馬匹，剛好他家旁邊是大納言三條實行的宅第，其家僕前來迎救敦賴，並且抓著了其中兩名奴隸，檢非違使對馬部作出譴責的同時將兩人抓走，敦賴因此被時人稱為裸馬助，稱他因以此事為恥而辭官出家，並且專注於和歌。仁平元年9月9日（1151年10月20日），按《本朝世紀》記載，當時已辭官的他被雜人所傷。按暮春白河尚齒會和歌和《愚昧記》記載，他在承安2年3月19日（1172年4月13日）時為散位或前馬寮助敦賴，同年12月廣田社歌合舉辦時則是沙彌道因，由於沙彌指出家日子尚淺，因此可以推測他在這期間出家。

## 和歌
- 《小倉百人一首》
道因法師
菱川師宣繪本
- 《小倉擬百人一首》
道因法師 大星由良之助 大星力彌
歌川國芳的浮世繪

除了《和歌文學大辭典》記載為40首外，《朝日日本歷史人物事典》、《和歌大辭典》和《日本古典文學大辭典》均記載道因總共有41首和歌收錄於敕撰和歌集，《歌仙落書》指其「歌風以道理為先卻不失形態，全部均非常出色」，作品大多灑脫典雅。另外，他也是俊惠的歌林苑的成員之一，按《無名抄》記載他在七、八十歲時仍然每個月徒步到住吉大社參拜，又強迫傀儡子頌唱自己的和歌，而他的和歌在獲藤原俊成採錄至《千載和歌集》時，特意在夢中向其致謝，《百人一首一夕話》則記載原本俊成採錄了18首道因的作品，道因因此在其夢裡出現，淚流滿面地向其致謝，俊成因此又再多選了兩首，同時也記載到他年屆九十時仍然出席歌會，雖然已經聽不太清楚，還是特意坐在講師旁邊傾聽。另外，按《玉葉》和《萬葉集時代難事》記載，他在東山歌合時曾經向判者藤原清輔表達不滿，又批評顯昭對《萬葉集》的見解。此外，他也著有撰集《現存集》和家集《樗散集》，按《實隆公記》記載，足利義政曾經在文明7年5月22日（1475年6月25日）託三條西實隆抄寫《樗散集》，並且讓其獻給他，不過現在兩書均已經散佚。歌合方面，保元2年（1157年）8月至永曆元年（1160年）7月期間，他首次參加歌合，出席了內大臣三條公教家歌合，其後他先後參加了在同月舉行的太皇太后宮大進清輔朝臣家歌合、仁安2年（1167年）舉行的歌林苑歌合、嘉應2年5月29日（1170年7月14日）舉行的左衛門督實國卿家歌合、承安元年（1171年）春天舉行的經盛家歌合、翌年閏12月舉行的東山歌合、承安3年（1173年）夏天舉行的左兵衛佐經正歌合、安元元年閏9月17日（1175年11月2日）舉行的右大臣兼實歌合、治承2年3月15日（1178年4月4日）舉行的別雷社歌合、同年8月以前舉行的日吉社歌合和翌年10月18日（1179年11月18日）舉行的右大臣家歌合，此外他也在嘉應2年10月9日（1170年11月18日）和承安2年（1172年或1173年）12月分別舉辦了住吉社歌合和廣田社歌合。

### 百人一首
| 《新編國歌大觀》版本 | 全日本歌牌協會版本 | 嵯峨嵐山文華館版本 | 中譯                                        |
| -------------------- | ------------------ | ------------------ | ------------------------------------------- |
|                      |                    |                    | 負我相思意 悠悠怨命長 那堪紅淚滾 日日流成行 |

這首和歌收錄於《千載和歌集》卷第十三「戀歌三」，《新編國歌大觀》編號是818，詞書是「題不知」（題知らず）。藤原定家只將此歌採錄至《百人一首》，而沒有收錄至其他由其編撰的歌集，也是《百人一首》入選作中僅有的八首沒有入選《定家八代抄》的作品，不過由於其中六首是出自於《新古今和歌集》或之後的時期，實際上僅有此歌與藤原公任的和歌，與此同時道因的《定家八代抄》入選作則是同樣收錄於《千載和歌集》的作品（《新編國歌大觀》編號410），吉海直人認為此歌入選《百人一首》可能是與定家老年時的心境變化有關，島津忠夫則認為是他熱衷於和歌而獲選。另外，此歌的創作時期雖然不明，不過可以看成是道因出家前的作品（這與遍昭的情況一致）、感嘆老年戀愛的抒情歌或概嘆人生的作品，《三省堂名歌名句辭典》作為參考歌舉出紀貫之收錄於《續古今和歌集》的作品（《新編國歌大觀》編號1481）。
首句的意思是對於戀人冷淡的態度感到苦惱，為常見於戀歌的用語。第二句中的是指「就算如此還是」，命與淚形成對比，是表示強調的係助詞。第三句中的是ラ變動詞的連體形，有存在的意思，是表示逆接的接續助詞。第四句中的是形容詞（痛苦）的連體形，是表示對象的格助詞，是下二段動詞（忍耐）的未然形，《百人秀歌》和為家本等則寫作（斷絕、斷掉），上條彰次將此視作為掛詞，是表示否定的助動詞的連體形。末句中的是表示斷定的助動詞的連用形，是表示感嘆的助動詞的終止形。

### 註解
1. ↑  詞書是指該和歌的主題和寫作動機等相關事宜[17]，題不知則是指相關事宜不明，亦有可能是因為沒有記錄的價值而省略掉[18]